# Burland
Burland är en by i civil parish Burland and Acton, i distriktet Cheshire East, i Storbritannien. Den ligger i grevskapet Cheshire och riksdelen England, i den södra delen av landet, 240 km nordväst om huvudstaden London. Burland var en civil parish 1866–2023 när blev den en del av Burland and Acton. Civil parish hade 582 invånare år 2001.